# Rhipidomys itoan
Rhipidomys itoan є видом гризунів родини Cricetidae. Ендемік атлантичних лісів Бразилії. Зразки потрапили в пастку в густих дощових лісах або прибережних лісах хребта Серра-ду-Мар, де суцільний покрив може перемежовуватися струмками, скелястими відслоненнями, іноді з відкритим підліском, у тому числі спричиненим людським порушенням. Особин зазвичай відловлюють на деревах. Період розмноження цього виду триває з серпня по грудень на початку вологого сезону.